# Emperador Xiaowu de Jin
El Emperador Xiaowu de Jin (晋孝武帝/晉孝武帝, pinyin Jìn Xiàowǔdì, Wade-Giles Chin Hsiao-wu-ti) (362–396), nombre personal Sima Yao (司馬曜), nombre estilizado Changming (昌明), fue un emperador de la Dinastía Jin Oriental (265-420) de la historia china.
El régimen de los Yan anteriores fundado por los Xianbei dominaron gran parte de la China del norte. Miembros de la tribu Di conquistaron la región alrededor de Shanxi, y formaron el Imperio Di de los Qin anteriores, que el 370 envió y conquistó los Yan anteriores, unificando la mayoría del norte de la China. En 376 después de dos campañas contra Liang anteriores y la estado de Dai, Fú Jiān de los Qin anteriores volvieron a unificar todo el norte de la China pero en  383 fue decisivamente derrotado en la batalla del Río Fei por el ejército de los Jin Oriental. provocando una guerra civil masiva entre los Qin anteriores y su destrucción final, garantizando la supervivencia de los Jin Orientales y otros regímenes chinos al sur del río Iang-Tsé (Chang Jiang). Después de la batalla, las fuerzas de Jin ganaron parte de los territorios de Henan y Shantung.
Xiaowu de Jin falleció de una muerte inusual al ser asesinado por una concubina la Consorte Zhang después que él la hubiese insultado. Sería el último emperador Jin ejerciendo efectivamente el poder imperial, ya que sus hijos el Emperador An y el Emperador Gong serían controlados por regentes y señores de la guerra.

## Nombres de era
- Ningkang (寧康 níng kāng) 19 de febrero del 373 – 8 de febrero del 376
- Taiyuan (太元 tài yuán) 9 de febrero del 376 – 12 de febrero del 397

## Familia
- Padre
  - Emperador Jianwen de Jin
- Madre
  - Consorte Li Lingrong (d. 400)
- Esposa
  - Emperadriu Wang Fahui (creado el 375, d. 380)
- concubines relevantes
  - Consorte Chen Guinü, madre del Príncep Hereu Dezong i el Príncep Dewen
  - Consorte Xu, madre de la Princesa Xin'an
  - Consorte Zhang
- Hijos
  - Sima Dezong (司馬德宗), el Príncep Hereu (creado el 387), más tarde Emperador An de Jin
  - Sima Dewen (司馬德文), el Príncep de Langye (creado el 392), más tarde Emperador Gong de Jin
  - Princesa Jinling (d. 432)
  - Princesa Xin'an
  - Princesa Poyang